# Вилкинс Тауншип (Пенсилванија)
Вилкинс Тауншип (енгл. Wilkins Township) град је у америчкој савезној држави Пенсилванија.

## Демографија
По попису из 2000. године број становника је 6.917.
| Група             | 2000.         | 2010.    |
| Белци             | 6.398 (92,5%) | 0 (0,0%) |
| Афроамериканци    | 303 (4,4%)    | 0 (0,0%) |
| Азијати           | 105 (1,5%)    | 0 (0,0%) |
| Хиспаноамериканци | 31 (0,4%)     | 0 (0,0%) |
| Укупно            | 6.917         | 0        |